# Petrovice (Příbrami járás)
Petrovice település Csehországban, a Příbrami járásban. Petrovice Chyšky, Hrazany, Kovářov, Nechvalice, Počepice, Vysoký Chlumec és Krásná Hora nad Vltavou településekkel határos. Lakosainak száma 1352 fő (2024. január 1.).

## Népesség
A település lakosságának változását az alábbi diagram mutatja:
| Lakosok száma | 2989 | 2950 | 2613 | 1860 | 1417 | 1402 | 1329 | 1356 | 1320 | 1352 |
|               | 1869 | 1890 | 1921 | 1950 | 1980 | 2001 | 2017 | 2019 | 2022 | 2024 |